# 조 (전국)

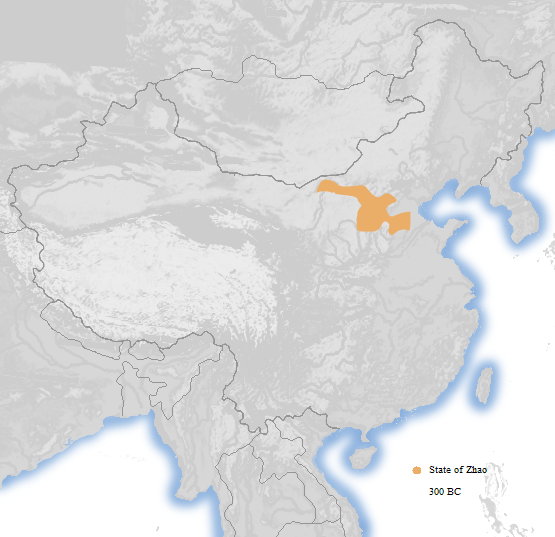
기원전 300년의 조나라

조(趙, 기원전 408년 ~ 기원전 228년,기원전 222년)는 진나라(晉)에서 분리되어 나온 나라로서 전국시대의 전국칠웅 중 하나이다. 위나라, 한나라와 더불어 삼진(三晉)이라고 일컬어진다. 북쪽엔 연나라와 붙어있고 남쪽에는 황하가 흐르고 있다. 도읍인 한단(邯鄲)은 상공업의 대중심지였다. 호복(胡腹, 통소매와 바지)을 채용하였고 중국에 처음 기마 전술을 도입한 나라이기도 하다. 갑병 수십만과, 전차 천승, 말(馬) 만 필을 낼 수 있었으나 조나라는 기원전 228년 진시황제에 침공을 받았고 이때 왕족인 대왕은 멀리 대나라로 쫓겨가 대(代)나라에서 왕위에 올랐으나 시황제의 침공으로 멸망했다.

## 역사
주 목왕(周穆王)의 신하인 조보(造父)가 조성(趙城)으로 봉해졌다. 그 후에 조씨(趙氏)를 칭하였고 조씨 가문의 역사가 시작된다. 그 후 조씨 일족은 진나라(晉)의 신하가 되었다. 진 문공(晉文公)의 측근인 조 성자 조최(趙成子 趙衰)가 높은 관직에 올랐고 조씨 가문은 크게 번성하였다. 그러나 조최의 아들 조 선자 조돈(趙宣子 趙盾)이 집정일 때 진 영공을 죽인 종제 조천(趙穿)을 처벌하지 않은 것을 빌미로 조 장자 조삭(趙莊子 趙朔) 사후에 조씨 가문은 극씨와 난씨의 참소로 제거되었다. 이후 조 장자의 아들 조 문자 조무(趙文子 趙武)가 진 경공 17년(기원전 583년)에 복권되어 춘추시대 말기에는 진나라를 실질로 다스리는 육경(六卿) 중에 하나가 되었다. 조 간자 조앙(趙簡子 趙鞅) 대에 범씨와 중항씨가 몰락해 조, 위, 한, 지 네 가문만 남았다.기원전 456년 육경 중에 세력이 강했던 지씨 일족의 수장인 지양자 지요(智襄子 智瑶)가 한씨, 위씨 일족을 거느리고 조씨 가문을 멸족하게 하려고 하였다. 조씨 가문의 수장인 조 양자 조무휼(趙襄子 趙無恤)은 한호(韓虎), 위구(魏駒)에게 말하기를 "지씨는 탐욕스러워, 우리 조씨가 멸족 된 뒤에는 당신들 차례다"라고 말하면서 설득에 성공한다. 세 가문에 역공당하여 지씨 가문은 멸망하고 진나라의 영토를 조씨, 한씨, 위씨의 세 가문이 나누었고 각각 독립하였다. 그 후에 기원전 403년에 조나라, 한나라, 위나라는 정식으로 제후국이 되었다.
조 무령왕 시대에는 주나라보다 강력한 세력이 되었고 왕을 칭하게 되었다. 조 무령왕은 기원전 307년 호복을 도입하였다. 호복은 당시 북방의 유목 민족이 입던 바지다. 당시 중국에는 사대부들은 헐렁한 옷 자락이 긴 옷을 입고 있으며. 전시에는 전차를 타고 싸우는 형태였고 말을 타고 싸우기에는 옷이 매우 불편했다. 조 무령왕은 북방 기마병의 복장에 눈독을 들이고 자국에도 호복을 도입하고 싶었다. 이에 실행하고자 전차에 타는 병사들에게 호복을 입혔고 말에 직접 걸친 훈련하였다. 조나라의 경대부들은 강력하게 반발하지만, 조 무령왕은 강력히 실행하였고 조나라의 기마병은 큰 위력을 발휘하여 조나라의 세력은 확대하였다.
기원전 298년 조 무령왕은 양위했다. 왕위는 자식의 혜문왕에게 물려주고 주부(主父)라고 자칭하였고 실질에 부합해 권력을 잡았다. 그러나 기원전 295년, 혜문왕과 공자 장[公子 章]의 후계 다툼이 일어났다. 그 일로 인하여 무령왕이 유폐되었고 뒤에 굶어죽었다. 조나라의 전성기가 끝나고 진(秦)나라의 공세에 시달리는 약소국이 되었다. 인상여와 염파, 마복군 조사와 같은 명장이 등장하기도 했다, 그 명장들에 의해 조나라는 당분간 버티지만 인상여가 사망한 후에는 기원전 260년 장평 전투에서 진나라 장군 백기(白起)에게 대패하였고 조나라 병력의 대부분을 잃었고 조나라는 급격하게 약해졌다. 장평 전투에서 승리한 진나라군이 수도 한단에 진군하였다. 백성이 굶주리고,아이들도 죽어가는 등 조나라가 멸망 직전에 몰렸지만, 조나라의 백성이 일치단결하자 전국 4공자 중에 한 사람인 재상 평원군이 위나라의 신릉군과 초나라의 춘신군에게 원군을 보내달라고 호소하였고 지원군이 오자 진나라군을 격퇴하였다.
장평 전투 이후에는 군사상 쇠퇴한 조나라이만, 여전히 수준 높은 문화를 가지고 있어서 각지에서 고명한 학자가 모였다. 유명한 학자로는 평원군의 식객이자 명가(名家)를 대표하는 인재인 공손룡과 음양가를 대표하는 인재인 추연이 있었다. 그리고 조나라 출신의 학자로는 역사서 『虞氏春秋(우씨춘추)』를 저술한 우경(虞卿), 언행록 『劇子之言(극자지언)』을 남긴 극자(劇子), 종횡가, 병가의 두 분야에서 저작을 남긴 방난(龐煖)이 있으며, 명장 악의의 친족으로 도가의 황로사상을 계승한 악하공도 조나라 멸망 직전까지 조나라에 머물렀다. 장평 전투에서 패배한 효성왕도 유학자 순자와 초나라의 출신 병법가 임무군(臨武君)을 불렸고 군사에 대하여 물어보는 등 인재 등용에 적극으로 진력했다.
유류왕 때에는 흉노에서 국경선을 지킨 명장 이목이 있어 진나라군을 격퇴하였다. 당시 진나라의 공격을 한시로 막은 장수로는 초나라의 항연과 이목 등 두 명 뿐이었다. 그런데 이목도 유류왕의 총신인 곽개(郭開)의 참언을 받아들이고 이목을 죽였다. 기원전 228년 진나라의 장수 왕전이 조나라를 공격하였고 수도 한단이 함락되었고 유류왕이 진나라군에 사로잡혔고 조나라는 멸망하였다. 그 후에 왕족인 조가(趙嘉)가 대(代)라는 지역에 피하여 대왕(代王)을 칭하여 조나라를 재건하였다. 그러나 조 대왕의 조나라도 연나라와 함께 기원전 222년에 완전하게 멸망되었다.

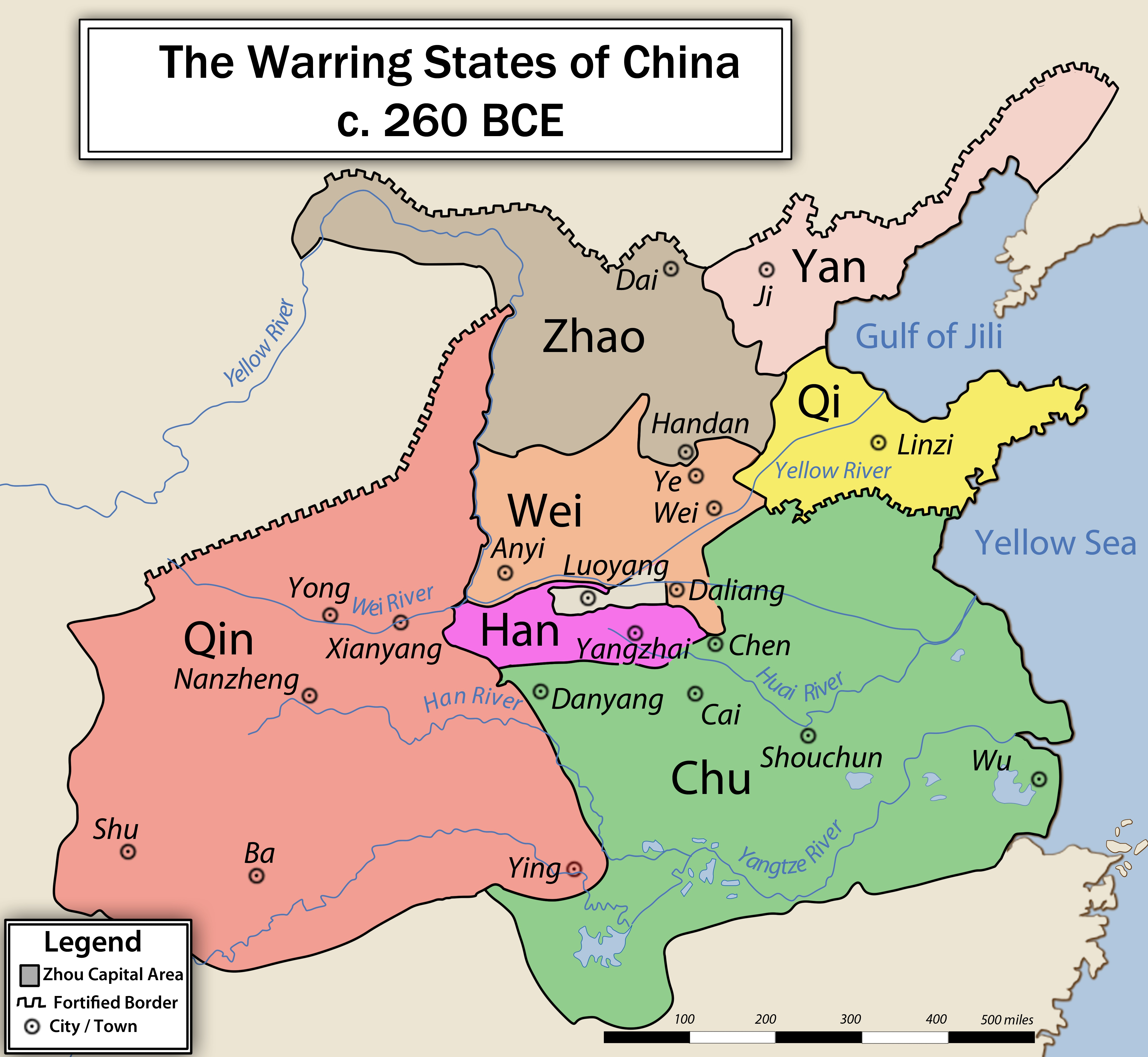
기원전 260년의 전국 칠웅 (영어)

## 전국칠웅

### 전국칠웅 국가
- 연(燕)
- 위(魏)
- 제(齊)
- 조(趙)
- 진(秦)
- 초(楚)
- 한(韓)

### 전국칠웅 국력
진시황이 칠국을 통일하기 전의 중화 인구는 4,000만명 이상으로 추산된다. 단, 인구 밀도는 문명 개척이 진전돼 있던, 중원 (중국)지역에만 집중되었고, 이 당시에 강남 땅은 아직 본격적으로 개발되지 않아서 인구밀도가 비교적 낮았다. 중화 인구의 상당수는 조,위,제 3국이 위치한 중원 (중국)에 집중돼 있었다.
|        | 진        | 초        | 조        | 위        | 제        | 연        | 한        |
| ------ | --------- | --------- | --------- | --------- | --------- | --------- | --------- |
| 인구   | 800만명   | 1,700만명 | 500만명   | 500만명   | 700만명   | 200만명   | 100만명   |
| 영토   | 사방2천리 | 사방5천리 | 사방2천리 | 사방1천리 | 사방2천리 | 사방2천리 | 사방9백리 |
| 병력   | 100만     | 100만     | 200만     | 60만      | 50만      | 50만      | 30만      |
| 전차   | 1,000     | 1,000     | 1,000     | 600       | 1,000     | 600       |           |
| 상중하 | 상        | 상        | 중        | 중        | 상        | 하        | 하        |

## 역대 군주

### 삼진 분립 전의 조씨 종주
| 대수 | 시호       | 휘         | 재위 년수 | 재위 기간                   |
| ---- | ---------- | ---------- | --------- | --------------------------- |
| 1    | 성자(成子) | 쇠/최(衰)  | 15년      | 기원전 636년 ~ 기원전 622년 |
| 2    | 선자(宣子) | 돈(盾)     | 21년      | 기원전 621년 ~ 기원전 601년 |
| 3    | 장자(莊子) | 삭(朔)     | 4년       | 기원전 600년 ~ 기원전 597년 |
| 4    | 문자(文子) | 무(武)     | 43년      | 기원전 583년 ~ 기원전 541년 |
| 5    | 경숙(景叔) | 성(成)     | 23년      | 기원전 540년 ~ 기원전 518년 |
| 6    | 간자(簡子) | 앙(鞅)     | 42년      | 기원전 517년 ~ 기원전 476년 |
| 7    | 양자(襄子) | 무휼(無恤) | 50년      | 기원전 475년 ~ 기원전 425년 |
| 8    | 환자(桓子) | 가(嘉)     | 1년       | 기원전 424년 ~ 기원전 424년 |
| 9    | 헌자(獻子) | 완(浣)     | 15년      | 기원전 423년 ~ 기원전 409년 |

### 삼진 분립 후의 조나라 군주
| 대수 | 시호                  | 휘     | 재위 년수 | 재위 기간                   |
| ---- | --------------------- | ------ | --------- | --------------------------- |
| 추존 | 헌후(獻侯)            | 완(浣) | 15년      | 기원전 423년 ~ 기원전 400년 |
| 1    | 열후(烈侯)            | 적(籍) | 9년       | 기원전 408년 ~ 기원전 400년 |
| 2    | 무공(武公) 무후(武侯) | ?      | 13년      | 기원전 399년 ~ 기원전 387년 |
| 3    | 경후(敬侯)            | 장(章) | 12년      | 기원전 386년 ~ 기원전 375년 |
| 4    | 성후(成侯)            | 종(種) | 25년      | 기원전 374년 ~ 기원전 350년 |
| 5    | 숙후(肅侯)            | 어(語) | 24년      | 기원전 349년 ~ 기원전 326년 |
| 6    | 무령왕(武靈王)        | 옹(雍) | 27년      | 기원전 325년 ~ 기원전 299년 |
| 7    | 혜문왕(惠文王)        | 하(何) | 33년      | 기원전 298년 ~ 기원전 266년 |
| 8    | 효성왕(孝成王)        | 단(丹) | 21년      | 기원전 265년 ~ 기원전 245년 |
| 9    | 도양왕(悼襄王)        | 언(偃) | 9년       | 기원전 244년 ~ 기원전 236년 |
| 10   | 유류왕(幽繆王)        | 천(遷) | 8년       | 기원전 235년 ~ 기원전 228년 |
| 11   |                       | 가(嘉) | 6년       | 기원전 227년 ~ 기원전 222년 |

## 같이 보기
- 조 (전한)
- 전조 (오호 십육국)
- 후조